# Albo d'oro della Copa México

## Albo d'oro
Elenco dei vincitori delle edizioni della Copa México disputate dal 1907 a oggi.

### Copa Tower (1907 - 1921)
| Anno      | Vincitore        | Sfidante         | Punteggio |
| --------- | ---------------- | ---------------- | --------- |
| 1907-1908 | Pachuca          | Reforma          | 4-0       |
| 1908-1909 | Reforma          | México FC        | 3-2       |
| 1909-1910 | Reforma          | ?                | 3-1       |
| 1910-1911 | British Club     | ?                | 2-1       |
| 1911-1912 | Pachuca          | Reforma          | 4-0       |
| 1912-1913 | Rovers           | ?                |           |
| 1913-1914 | México FC        | ?                | 3-0       |
| 1914-1915 | Real Club España | ?                | 4-2       |
| 1915-1916 | Rovers           | Real Club España | 3-1       |
| 1916-1917 | Real Club España | México FC        | 5-1       |
| 1917-1918 | Real Club España | Pachuca          | 3-1       |
| 1918-1919 | Germania         | Asturias         | 3-0       |
| 1919-1920 | Non disputato    |                  |           |
| 1920-1921 | México FC        | Pachuca          | 4-2       |

### Copa Eliminatoria (1921 - 1926)
| Anno      | Vincitore     | Sfidante         | Punteggio |
| --------- | ------------- | ---------------- | --------- |
| 1921-1922 | Asturias      | Real Club España | 4-1       |
| 1922-1923 | Asturias      | Real Club España | 3-0       |
| 1923-1924 | Asturias      | Reforma          | 5-3       |
| 1924-1925 | Necaxa        | Asturias         | 3-2       |
| 1925-1926 | Necaxa        | Real Club España | 4-2       |
| 1926-1932 | Non disputato |                  |           |

### Copa México (1932 - oggi)

#### Periodo amatoriale (1932 - 1943)
| Anno      | Vincitore     | Sfidante         | Punteggio |
| --------- | ------------- | ---------------- | --------- |
| 1932-1933 | Necaxa        | Germania         | 3-1       |
| 1933-1934 | Asturias      | Necaxa           | 3-0       |
| 1934-1935 | Non disputato |                  |           |
| 1935-1936 | Necaxa        | Asturias         | 2-1       |
| 1936-1937 | Asturias      | América          | 5-3       |
| 1937-1938 | América       | Real Club España | 3-1       |
| 1938-1939 | Asturias      | Real Club España | 4-1       |
| 1939-1940 | Asturias      | Necaxa           | 1-0       |
| 1940-1941 | Asturias      | Real Club España | 2-2       |
| 1941-1942 | Atlante       | Necaxa           | 5-3 / 5-0 |
| 1942-1943 | Moctezuma     | Atlante          | 5-3       |

#### Periodo professionistico (1943 - oggi)
| Anno          | Vincitore          | Sfidante           | Punteggio       |
| ------------- | ------------------ | ------------------ | --------------- |
| 1943-1944     | Real Club España   | Atlante            | 6-2             |
| 1944-1945     | Puebla             | América            | 6-4             |
| 1945-1946     | Atlas              | Atlante            | 5-4             |
| 1946-1947     | Moctezuma          | Oro                | 4-3             |
| 1947-1948     | Veracruz           | Guadalajara        | 3-1             |
| 1948-1949     | León               | Atlante            | 3-0             |
| 1949-1950     | Atlas              | Veracruz           | 3-1             |
| 1950-1951     | Atlante            | Guadalajara        | 1-0             |
| 1951-1952     | Atlante            | Guadalajara        | [ 2 ]           |
| 1952-1953     | Puebla             | León               | 4-1             |
| 1953-1954     | América            | Guadalajara        | 1-1 (3-2 dcr)   |
| 1954-1955     | América            | Guadalajara        | 1-0             |
| 1955-1956     | Toluca             | Irapuato           | 2-1             |
| 1956-1957     | CD Zacatepec       | León               | 2-1             |
| 1957-1958     | León               | CD Zacatepec       | 5-2             |
| 1958-1959     | CD Zacatepec       | León               | 2-1             |
| 1959-1960     | Necaxa             | Tampico            | 2-2 (10-9 dcr)  |
| 1960-1961     | Tampico            | Toluca             | 1-0             |
| 1961-1962     | Atlas              | Tampico            | 3-3 / 1-0       |
| 1962-1963     | Guadalajara        | Atlante            | 2-1             |
| 1963-1964     | América            | Monterrey          | 1-1 (5-4 dcr)   |
| 1964-1965     | América            | Deportivo Morelia  | 4-0             |
| 1965-1966     | Necaxa             | León               | 3-3 / 1-0       |
| 1966-1967     | León               | Guadalajara        | 2-1             |
| 1967-1968     | Atlas              | Veracruz           | 2-1             |
| 1968-1969     | Cruz Azul          | Monterrey          | 2-1             |
| 1969-1970     | Guadalajara        | Torreón            | 2-1 / 3-2       |
| 1970-1971     | León               | CD Zacatepec       | 0-0 (10-9 dcr)  |
| 1971-1972     | León               | Puebla             | [ 2 ]           |
| 1973-1974     | América            | Cruz Azul          | 2-1 / 1-1       |
| 1974-1975     | Pumas UNAM         | Leones Negros UdeG | [ 2 ]           |
| 1975-1976     | Tigres UANL        | América            | 2-0 / 1-2       |
| 1987-1988     | Puebla             | Cruz Azul          | 0-0 / 1-1 (gfc) |
| 1988-1989     | Toluca             | Leones Negros UdeG | 2-0 / 1-1       |
| 1989-1990     | Puebla             | Tigres UANL        | 4-1 / 0-2       |
| 1990-1991     | Leones Negros UdeG | América            | 1-0 / 0-0       |
| 1991-1992     | Monterrey          | Cobras Juárez      | 4-2             |
| 1994-1995     | Necaxa             | Veracruz           | 2-0             |
| 1995-1996     | Tigres UANL        | Atlas              | 1-1 / 1-0       |
| 1996-1997     | Cruz Azul          | Toros Neza         | 2-0             |
| Apertura 2012 | Dorados            | Correcaminos UAT   | 2-2 (5-4 dcr)   |
| Clausura 2013 | Cruz Azul          | Atlante            | 0-0 (4-2 dcr)   |
| Apertura 2013 | Monarcas Morelia   | Atlas              | 3-3 (3-1 dcr)   |
| Clausura 2014 | Tigres UANL        | Oaxaca             | 3-0             |
| Apertura 2014 | Santos Laguna      | Puebla             | 2-2 (4-2 dcr)   |
| Clausura 2015 | Puebla             | Guadalajara        | 4-2             |
| Apertura 2015 | Guadalajara        | León               | 1-0             |
| Clausura 2016 | Veracruz           | Necaxa             | 4-1             |
| Apertura 2016 | Querétaro          | Guadalajara        | 0-0 (3-2 dcr)   |
| Clausura 2017 | Guadalajara        | Monarcas Morelia   | 0-0 (3-1 dcr)   |
| Apertura 2017 | Monterrey          | Pachuca            | 1-0             |
| Clausura 2018 | Necaxa             | Toluca             | 1-0             |
| Apertura 2018 | Cruz Azul          | Monterrey          | 2-0             |
| Clausura 2019 | América            | Juárez             | 1-0             |
| 2019-2020     | Monterrey          | Tijuana            | 1-0 / 1-1       |